# Cratystylis
Cratystylis là một chi thực vật có hoa trong họ Cúc (Asteraceae).

## Loài
Chi Cratystylis gồm các loài: